# Liemers College
Het Liemers College is een Nederlandse middelbarescholengemeenschap met vestigingen in Didam en Zevenaar. De scholengemeenschap bestaat uit vier locaties verspreid over deze twee plaatsen. 
Het Liemers College telt ongeveer 3000 leerlingen. Aan deze leerlingen wordt les gegeven in de brugklas stijlen gymnasium, vwo, havo en vmbo.
In het schooljaar 2006/2007 had het Liemers College ongeveer 2900 leerlingen verspreid over de vier locaties. In Didam zaten op dat moment ongeveer 700 leerlingen, toenmalige locatie Vestersbos bood plaats aan 600 leerlingen, Zonegge huisvestte 800 leerlingen en Heerenmäten is de grootste locatie met 810 leerlingen. Op locatie Heerenmäten is tevens de kerndirectie gevestigd. De leerlingen van de toenmalige locatie Vestersbos hebben zich in 2014 gevestigd in een nieuw, moderner gebouw: locatie Landeweer gevestigd in Groot-Holthuizen.

## Verschillende locaties
Het Liemers College telt vier locaties:
- Locatie Zonegge, is een locatie in Zevenaar en er wordt les gegeven voor kinderen die mavo (leerjaar 1-4) volgen.

- Locatie Heerenmäten, is een locatie in Zevenaar. Deze locatie biedt onderwijs voor mensen die havo (leerjaar 1-5) ,vwo en gymnasium (leerjaar 1-6) volgen.

- Locatie Didam, is een locatie in Didam. Er wordt in leerjaren 1 en 2 les gegeven aan brede brugklassen (dit zijn combinatieklassen van mavo, havo en vwo). Aan het einde van leerjaar 2 kiest men definitief voor één van deze drie leerwegen. Vervolgens biedt de locatie onderwijs aan mavo leerjaren 3 en 4, havo leerjaren 3 t/m 5 en vwo leerjaar 3. Leerlingen die de leerweg vwo volgen gaan vanaf leerjaar 4 naar locatie Heerenmäten.

- Locatie Landeweer, is een locatie in Zevenaar in de wijk Holthuizen. Er wordt les gegeven aan mensen die vmbo-bb/kb (leerjaren 1-4) volgen.

## Ontstaan
Het Liemers College begon in 1965 als dependance van het Thomas a Kempis College in Arnhem. Destijds was de school gevestigd in de barakken aan de Guido Gezellestraat en het Juvenaat St. Stanislaus in Zevenaar. In 1980 werd er verhuisd naar het gebouw aan de Heerenmäten. Deze oorspronkelijke school was eerst hbs/gymnasium en later havo/vwo/gymnasium. Vervolgens werd gefuseerd met o.a. de Openbare mavo aan de Methen en de lts Vestersbos. Het huidige Liemers College is ontstaan na een fusie in 1995 tussen de Martinus Scholengemeenschap in Didam en het al bestaande Liemers College in Zevenaar.

## Bekende oud-leerlingen
- Tina de Bruin, actrice en presentatrice.
- Audrey Bolder, actrice, cabaretière, zangeres, tekstschrijfster en regisseuse.
- Phillip Cocu, voetballer en voetbaltrainer.
- Clemens Cornielje, Tweede Kamerlid en commissaris van de Koning in Gelderland.
- Geert Hammink, basketballer en basketbaltrainer.
- Servais Knaven, wielrenner en ploegleider.
- Frank Peters, concertpianist en pianodocent.
- Luciën van Riswijk, burgemeester van Druten en Zevenaar.
- Linda Wagenmakers, actrice en presentatrice.